# Россия на летних Паралимпийских играх 2000
Россия на летних Паралимпийских играх 2000 была представлена 89 спортсменами. Согласно официальной статистике Паралимпийских игр в Сиднее, она завоевала 12 золотых, 11 серебряных и 12 бронзовых медалей, заняв 14-е место в неофициальном командном зачёте. Сборная России завоевала золотые медали в лёгкой атлетике, футболе по 7 человек, пауэрлифтинге и плавании, но в 2013 году России также присудили победу в турнире по баскетболу для умственно отсталых (после дисквалификации сборной Испании, которая обманом отправила на турнир психически здоровых людей).

## Призёры
| Медаль | Имя | Спорт                 | Классификация                                 |
| ------ | --- | --------------------- | --------------------------------------------- |
| 1      | Олег Чубасов, Марат Умаров, Нариман Садеков, Шамиль Кодралеев, Сергей Рогов, Владимир Федотов, Игорь Гусев, Вячеслав Косоухов, Артур Мелконян, Михаил Киселёв, Вячеслав Чернобров, Андрей Захаров | Баскетбол ID          | Мужчины                                       |
| 1      | Ильдар Помыкалов | Лёгкая атлетика       | Марафон (мужчины, T13)                        |
| 1      | Сергей Севостьянов | Лёгкая атлетика       | Пятиборье (мужчины, P11)                      |
| 1      | Любовь Васильева | Лёгкая атлетика       | 400 м (женщины, T46)                          |
| 1      | Рима Баталова | Лёгкая атлетика       | 800 м (женщины, T12)                          |
| 1      | Рима Баталова | Лёгкая атлетика       | 1500 м (женщины, T12)                         |
| 1      | Рима Баталова | Лёгкая атлетика       | 5000 м (женщины, T12)                         |
| 1      | Наталия Гудкова | Лёгкая атлетика       | Метание копья (женщины, F46)                  |
| 1      | Ольга Семёнова | Лёгкая атлетика       | Пятиборье (женщины, P13)                      |
| 1      | Алексей Шеманин, Марат Фатяхдинов, Алексей Силачев, Мамука Дзимистаришвили, Виктор Морозов, Алексей Тумаков, Павел Сизов, Михаил Бреднев, Николай Коренков, Андрей Ложечников, Сергей Хрящев      | Футбол (по 7 человек) | Мужчины                                       |
| 1      | Тамара Подпальная | Пауэрлифтинг          | До 52 кг (женщины)                            |
| 1      | Андрей Строкин | Плавание              | 50 м, вольный стиль (мужчины, S13)            |
| 1      | Андрей Строкин | Плавание              | 100 м, вольный стиль (мужчины, S13)           |
| 2      | Михаил Попов | Лёгкая атлетика       | 100 м (мужчины, T38)                          |
| 2      | Михаил Попов | Лёгкая атлетика       | 200 м (мужчины, T38)                          |
| 2      | Валерий Степанской | Лёгкая атлетика       | 800 м (мужчины, T38)                          |
| 2      | Алексей Иванов | Лёгкая атлетика       | 5000 м (мужчины, T54)                         |
| 2      | Любовь Васильева | Лёгкая атлетика       | 200 м (женщины, T46)                          |
| 2      | Вениамин Мичурин | Дзюдо                 | До 60 кг (мужчины)                            |
| 2      | Григорий Шнейдерман | Дзюдо                 | До 100 кг (мужчины)                           |
| 2      | Дмитрий Иванов | Плавание              | 100 м, брасс (мужчины, SB13)                  |
| 2      | Альберт Бакаев | Плавание              | 100 м, вольный стиль (мужчины, S3)            |
| 2      | Юлия Никитина | Плавание              | 100 м, брасс (женщины, SB9)                   |
| 3      | Елена Жданова | Лёгкая атлетика       | 200 м (женщины, T12)                          |
| 3      | Виктория Чернова | Лёгкая атлетика       | 800 м (женщины, T12)                          |
| 3      | Виктория Чернова | Лёгкая атлетика       | 5000 м (женщины, T12)                         |
| 3      | Татьяна Мезинова | Лёгкая атлетика       | Метание копья (женщины, F44)                  |
| 3      | Татьяна Мезинова | Лёгкая атлетика       | Толкание ядра (женщины, F44)                  |
| 3      | Олег Шабашов | Дзюдо                 | До 66 кг (мужчины)                            |
| 3      | Андрей Лебединский | Стрельба              | Смешанный спортивный пистолет (SH1)           |
| 3      | Альберт Бакаев | Плавание              | 50 м, на спине (мужчины, S3)                  |
| 3      | Альберт Бакаев | Плавание              | 50 м, вольный стиль (мужчины, S3)             |
| 3      | Роман Киселёв, Алексей Гричаев, Вадим Гранкин, Максим Егоров | Плавание              | Эстафета 4×100 м, вольный стиль (мужчины S14) |
| 3      | Наталья Попова | Плавание              | 50 м, на спине (женщины, S4)                  |
| 3      | Ольга Соколова | Плавание              | 200 м, комплексный стиль (женщины, SM11)      |